# Someday Came Suddenly
| Críticas profissionais                                                      | Críticas profissionais |
| Avaliações da crítica                                                       | Avaliações da crítica  |
| Fonte                                                                       | Avaliação              |
| --------------------------------------------------------------------------- | ---------------------- |
| AbsolutePunk                                                                | 51%                    |
| Sputnikmusic                                                                | [ 2 ]                  |
| Punknews                                                                    | [ 3 ]                  |
| Esta tabela precisa de ser acompanhada por texto em prosa. Consulte o guia. |                        |

Someday Came Suddenly é o álbum de estreia da banda de metalcore americana Attack Attack!. Foi lançado em 11 de novembro de 2008 pela Rise Records. O nome do álbum deriva da terceira faixa, "Bro, Ashley's Here", e é o único álbum que inclui o vocalista original, Austin Carlile. O álbum foi um sucesso no seu lançamento, recebeu em geral críticas negativas dos críticos, muitos insinuando o meme da internet "crabcore" que foi criado do videoclipe da música "Stick Stickly".

## Gravação
Someday Came Suddenly foi gravado e lançado em 2008. A banda assinou contrato com a Rise Records logo após o lançamento anterior da banda, um EP intitulado If Guns Are Outlawed, Can We Use Swords?, que também foi lançado no mesmo ano. A banda excursionou em apoio de Someday Came Suddenly com as bandas Escape the Fate, Black Tide, William Control e Burn Halo depois que vieram à tona.
Cinco faixas do álbum, "Stick Stickly", "Party Foul", "What Happens If I Can't Check My MySpace When We Get There?", "The People's Elbow", e "Dr. Shavargo Pt. 3", foram remasterizadas e renomeadas do Ep If Guns Are Outlawed, Can We Use Swords?. A faixa "Interlude", é uma música de dança eletrônica instrumental lançada originalmente pelo projeto do tecladista Caleb Shomo, DJ Club.

## Recepção
Someday Came Suddenly atingiu  o número #193 na Billboard 200, e o número #25 na parada de álbuns independentes. O seu número mais alto foi o número #9 no gráfico de álbuns Heatseekers, onde passou 32 semanas. O álbum foi comercialmente um sucesso moderado, que recebeu críticas negativas na maior parte dos críticos musicais. Críticas positivas foi dirigido a "capacidade de ser tanto pesado e cativante", negatividade foi gerada em torno de confiança do álbum em musicalidade estereotipada como "chugging clichê" e "riffs sem insipiração"  composição, e uso excessivo de Auto-Tune nos vocais limpos de Johnny Franck.

## Singles
O primeiro single, "Stick Stickly", foi lançado para download digital em 4 de junho de 2008. O nome da música deriva de um personagem animado da produtora de desenhos Nickelodeon chamado "Stick Stickly" um palito de picolé dublado por Paul Christine. Um videoclipe da música foi lançada pela MTV e Fuse. O vídeo é bastante famoso por iniciar o meme da internet "crabcore", que mostra alguns membros da banda de cócoras e tocando guitarra como se fosse um caranguejo. É também referido como um gênero "faux" utilizado para descrever grupos musicais que mostram um estilo semelhante ao do Attack Attack!.
As músicas "Dr. Shavargo Pt. 3" e "The People's Elbow" também foram lançadas como singles. "Dr. Shavargo Pt. 3" também tinha um vídeo musical produzido por ela, que consiste em uma performance ao vivo com a música dublada. Ambos os vídeos de música não possuem Carlile, como ele não era fazia mais parte da banda durante suas filmagens. Em vez disso a sua posição nos vídeos foi tomada pelo vocalista da banda então líder, Nick Barham.

## Faixas
| N.º            | Título                                                        | Duração |  |
| 1.             | "Hot Grills and High Tops"                                    | 0:42    |  |
| 2.             | "Stick Stickly"                                               | 3:31    |  |
| 3.             | "Bro, Ashley's Here"                                          | 3:18    |  |
| 4.             | "Shred, White and Blue"                                       | 2:35    |  |
| 5.             | "Party Foul"                                                  | 2:36    |  |
| 6.             | "What Happens If I Can't Check My MySpace When We Get There?" | 2:36    |  |
| 7.             | "Interlude" (Instrumental)                                    | 3:10    |  |
| 8.             | "The People's Elbow"                                          | 2:37    |  |
| 9.             | "Kickin' Wing, Animal Doctor"                                 | 2:28    |  |
| 10.            | "Dr. Shavargo Pt. 3"                                          | 3:42    |  |
| 11.            | "Catfish Soup"                                                | 2:58    |  |
| 12.            | "Outro"                                                       | 1:24    |  |
| Duração total: | Duração total:                                                | 30:24   |  |

## Créditos
| Attack Attack! - Austin Carlile - vocal - Johnny Franck - guitarra base, vocal limpo - John Holgado - baixo - Caleb Shomo - sintentizadores, teclados, programação, vocal - Andrew Wetzel - bateria - Andrew Whiting - guitarra principal | Produção - Produzido, engenhado, mixado, e masterizado por Joey Sturgis - Administração por Michele Abreim e Eric Rushing The Artery Foundation - Reservas por David Shapiro - Legais por Scott Bradford - Fotografia Keaton Andrews - Trabalho artístico por Sons of Nero |